# El Tio Cuc
El Tio Cuc va ser un setmanari satíric en valencià publicat a Alacant entre 1914 i 1936. El seu fundador va ser l'escriptor i periodista alacantí Josep Coloma i Pellicer.
La revista, d'ideologia valencianista republicana, utilitzava la sàtira per protestar davant els problemes socials i polítics, com ara la fam, les falta d'escoles i la corrupció política. Josep Coloma, com a editor, va rebre diverses querelles i atacs per les seues denúncies en el setmanari.
Tot i això en la seua primera etapa el setmanari encoratjava el sentiment d'animadversió cap a València, tradicional a la ciutat, que aniria desapareguent amb el temps.
Entre 1914 i 1931 la revista utilitzava la variant dialectal alacantina del valencià amb ortografia castellana. De fet era habitual que el setmanari usara el glotònim alicantí per referir-se a la llengua en la que escrivia. A partir de 1931, amb la incorporació a la redacció d'Enric Valor, El Tio Cuc va anar adoptant les Normes de Castelló.